# 에드워드 카플란
에드워드 카플란은 미국의 수학자이다. 폴 마이어와 함께 의학 분야에서 널리 쓰이는 카플란-마이어 생존분석법을 개발하였다.

## 같이 보기
- 생존 분석
- 생명표